# Melissa Lotholz
Melissa Lotholz, née le 2 décembre 1992 à Barrhead, est une bobeuse canadienne.

## Carrière
Elle remporte aux Championnats du monde de la FIBT 2016 à Igls ainsi qu'aux Championnats du monde de la FIBT 2017 à Königssee la médaille d'argent en bob à deux avec Kaillie Humphries. Elle se classe septième de l'épreuve de bob à deux des Jeux olympiques de 2018 à Pyeongchang.

## Palmarès

### Championnats monde
- : médaillé d'argent en bob à 2 aux championnats monde de 2016 et 2017.

### Coupe du monde
- 18 podiums  : 
  - en bob à 2 : 7 victoires, 6 deuxièmes places et 5 troisièmes places.

#### Détails des victoires en Coupe du monde
| Édition   | Bob à 2                                | Monobob |
| 2015-2016 | Altenberg Königssee Park City Whistler |         |
| 2016-2017 | Altenberg                              |         |
| 2017-2018 | Lake Placid Whistler                   |         |